# Pedro Manrique de Lara (arcivescovo)
Pedro Manrique de Lara (Crotone, 1553 – Saragozza, 7 giugno 1615) è stato un arcivescovo cattolico e teologo spagnolo e, per un breve periodo, anche viceré di Catalogna.

## Biografia
Figlio di Jerónimo Piñeiro, cavaliere dell'Ordine di Santiago appartenente alla signoria di Eriete, e della nobildonna Isabel Mendoza (figlia di García Manrique, governatore di Parma e Piacenza, e di Isabel Briceño), Pedro Manrique nacque nel 1553 (o 1554) a Crotone, dove il padre faceva parte del governo della città. Di famiglia originaria della Navarra, fu educato a palazzo insieme alla sorella Ana: Pedro fu paggio del re Filippo II e Ana dell'infanta Isabella Clara Eugenia d'Asburgo, prima, e della regina Anna d'Asburgo, poi.
Nel 1569 Pedro entrò nel convento agostiniano di Talavera de la Reina, allora parte della provincia di Castiglia e fondata quattro anni prima da padre Alonso de Orozco, dove fece la sua professione di fede il 9 luglio 1570 dinanzi a padre Antonio Velázquez. Una volta terminati gli studi di arte e teologia, venne ordinato presbitero nel 1573 o 1574 e, in seguito, divenne priore nei conventi di Toledo, Segovia e Pamplona.
Nel maggio del 1592, mentre si trovava ancora in Spagna, Manrique venne designato quale assistente ultramontano del priore generale dell'ordine agostiniano; ciò avvenne su espressa richiesta di papa Clemente VIII che, prima della sua elezione al soglio pontificio, fu cardinale protettore del medesimo Ordine dal 1587 al 1592.
Nel settembre del 1592 ebbe inizio il suo viaggio in Italia fermandosi in un primo momento a Pavia, nella cui università vi conseguì il dottorato in Teologia il successivo 21 novembre, fino a raggiungere Roma tra la fine del 1592 e i primi giorni di gennaio del 1593, come testimonia una lettera inviata all'allora governatore della provincia di Castiglia Gabriel de Goldáraz, datata 20 gennaio 1593. Nella lettera Manrique informò il governatore circa un contenzioso, iniziato l'anno precedente e che riguardarono le Indie occidentali, all'epoca in mano alla Castiglia, in cui la Santa Sede manifestò l'intenzione di revocarne la giurisdizione sulle province americane; ciò portò Pedro Manrique a dover conferire con il priore generale Andrea Securani da Fivizzano che, grazie al supporto del duca di Sessa Félix Fernández de Córdoba y Cardona, allora ambasciatore a Roma, e agli appoggi del cardinale protettore Antonio Maria Sauli e del cardinale Pietro Aldobrandini, riuscì ad ottenere da papa Clemente VIII l'annullamento di tale revoca tramite decreto firmato in data 28 agosto 1593.
Il 7 febbraio 1595 iniziò il suo viaggio di ritorno in Spagna arrivando fino a Madrid, dove tenne un colloquio con il nunzio apostolico Camillo Caetani e, successivamente, un'udienza con il re Filippo II tra aprile e maggio dello stesso anno.
Nel 1598 si ritirò nel convento di San Filippo il Reale di Madrid, e ivi risiedette sino alla sua nomina vescovile. In quell'anno morì anche il re Filippo II e fu Manrique a presiedere il funerale del monarca, tenutosi nel monastero de las Descalzas Reales, dove visse anche l'imperatrice Maria d'Asburgo.
Il 16 settembre del 1600 il re Filippo III lo propose come vescovo della diocesi di Tortosa; il 30 settembre Domenico Ginnasi, nunzio apostolico a Madrid, ne avviò un processo consistoriale che si concluse il 17 novembre dello stesso anno, e che culminò con la nomina ufficializzata da papa Clemente VIII il 12 febbraio 1601.
Preso possesso della diocesi il 18 giugno 1601, iniziò la visita pastorale quattro mesi dopo, che però dovette interrompere per poter partecipare al concilio provinciale di Tarragona del 1602, convocato dall'allora arcivescovo Juan Terés. Al suo rientro a Tortosa riprese la visita pastorale nella diocesi, che terminò verso la fine del 1602 con la compilazione della sua prima relazione ad limina apostolorum. Stilò anche una seconda relazione ad limina, completata nel luglio del 1607.
Durante il suo episcopato a Tortosa dovette affrontare l'insidioso problema dei moriscos. Favorevole alla loro conversione, fece parte di una giunta di vescovi che, per iniziativa di papa Paolo V, si riunì a Valencia il 22 novembre 1608. Oltre a mons. Manrique parteciparono anche Juan de Ribera, arcivescovo di Valencia, e gli allora vescovi di Segorbe e Orihuela Feliciano Figueroa e Andrés Balaguer Salvador. La giunta, presieduta dal viceré di Valencia Luis Carrillo de Toledo, rimise la decisione finale nelle mani del re Filippo III, che fu infine quella di fare un ultimo tentativo di evangelizzazione e conversione dei moriscos. Alla fine ogni sforzo risultò vano e il Consejo de Estado decretò la loro espulsione nel gennaio del 1608, reso però pubblico soltanto il 22 settembre 1609.
Verso la fine del 1610 Manrique ricevette da Filippo III l'incarico come viceré di Catalogna, in sostituzione del duca di Monteleón Héctor de Pignatelli y Colonna. Trasferitosi a Barcellona, si occupò principalmente delle problematiche relative ai moriscos catalani e all'inventario e vendita di alcune aziende agricole.
Nell'agosto del 1611 passò all'arcidiocesi di Saragozza, dove fu nominato arcivescovo il precedente 8 aprile. Preso possesso il 28 agosto 1611, presentò una relazione ad limina apostolorum nel 1614; tenne anche un concilio provinciale a Saragozza tra il 1º novembre 1614 e il 1º marzo 1615. Gli atti conciliari, in procinto di essere pubblicati, rimasero però inediti in seguito alla morte inaspettata di mons. Pedro Manrique il 7 giugno 1615.
La sua salma venne tumulata nella cappella di Nostra Signora della Neve a Saragozza, che fu ricostruita e restaurata dalla sorella ed erede Ana Manrique.